# Le Carlaret
Le Carlaret település Franciaországban, Ariège megyében. Lakosainak száma 286 fő (2022. január 1.). Le Carlaret La Bastide-de-Lordat, Ludiès, Montaut, Pamiers, Saint-Amadou, Saint-Félix-de-Tournegat, La Tour-du-Crieu és Trémoulet községekkel határos.

## Népesség
A település népességének változása:
| Lakosok száma | 135  | 149  | 142  | 194  | 268  | 282  | 277  | 275  | 275  | 286  |
|               | 1968 | 1982 | 1990 | 2006 | 2013 | 2015 | 2017 | 2019 | 2020 | 2022 |